# 鄭崇 (漢朝)
鄭崇（?—?），字子游，西漢高密（今山東省高密市）人。漢哀帝年間受高武侯傅喜舉薦，官至尚書僕射，後因多次直言規諫而被漢哀帝疏遠，最終鄭崇遭尚書令趙昌誣陷，下獄而死。

## 生平

### 曳革履聲
鄭崇出身高密的大族，世代與王家相嫁娶，其祖父由於富有資財的緣故而遷居平陵縣，父親鄭賓因通曉法令而擔任御史，在贡禹手下做事，因辦事公正頗有名望。鄭崇年輕時擔任郡的文學官，後升遷丞相大車屬。其弟鄭立跟高武侯傅喜在同一個老師門下求學，彼此友情甚厚。傅喜任大司馬時，向朝廷薦舉鄭崇，汉哀帝於是提拔他擔任尚书仆射。鄭崇曾多次求見諫諍。漢哀帝起初還能採納他的意見，每次出現拖著皮革鞋的聲音，漢哀帝就笑著說：「朕知道是鄭尚書的鞋聲」。

### 諫阻封侯
過了一段時間，漢哀帝想要封祖母傅太后的堂弟傅商為列侯，鄭崇上諫說：「汉成帝封五個親舅舅為侯，天變為赤黃晝暗，日正午時太阳有黑氣。如今陛下祖母的堂兄弟兩人已經封侯。其中孔鄉侯傅晏是傅皇后的父親，高武侯傅喜則是以三公的高位而封侯，都可說還有依據。現在無緣無故地又想要再給傅商封爵，毀亂制度。違背天意和人心，這不是傅氏的福祉。臣聽老師說過：『違背陽道者其極為衰弱，違背陰道者則極為凶險且短命，傷害百姓的人有使國家亂亡的憂患，觸犯神靈的人有得病夭亡的災禍。』所以周公告誡說：『君王不知艱難，一味地沉溺於歡樂之中，很少有能夠長壽的。』所以衰世的國君大多夭折早死，這些都是違逆陰道的惡果。臣願用生命承擔國家的罪過。」鄭崇說罷拿著詔書文本站了起來。
傅太后大怒說：「哪有做天子的卻反被一個臣下所專制呢！」漢哀帝於是下詔說：「朕年幼時孤單，皇太太后親自養育，免受兒時之苦，教導以禮，直至長大成人，恩惠甚厚。『想要報答的恩德，如蒼天那樣無限廣大。』從前追封皇太太后的父親為崇祖侯，由於想到回報的恩德遠遠不夠，朕甚為慚愧。侍中光祿大夫傅商，是皇太太后之父同胞兄弟的兒子，從小由太后把他撫養長大，恩義最親。茲封傅商為汝昌侯，作為崇祖侯的後嗣，改封崇祖侯為汝昌哀侯」。

### 受讒而死
鄭崇又因董贤深受漢哀帝的寵幸，地位過於尊貴，向漢哀帝進諫，為此得罪了漢哀帝。由於鄭崇在任職期間多次被漢哀帝責問，頸部又長了惡性膿瘡，想要請求辭去官職，卻沒膽量向漢哀帝提出。尚书令趙昌平素喜愛諂媚討好他人，且一向嫉妒鄭崇，知道他現在已被漢哀帝疏遠，於是上奏說鄭崇與劉氏宗族私下往來，懷疑有奸謀，請求漢哀帝加以懲處。漢哀帝責問鄭崇說：「你家門庭若市，為什麼反倒要限制朕呢？」鄭崇回答說：「臣雖門庭若市，但心如止水。希望陛下能夠審察清楚。」漢哀帝大怒，把鄭崇關進監獄，徹底查辦，鄭崇最終死於監獄中。

## 後裔
- 八世孫郑玄：东汉時期著名经学家，曾官拜大司農[3]。

## 延伸閱讀
[在维基数据编辑]
 《漢書·卷077》，出自班固《漢書》